# Delfina Pignatiello
Delfina Pignatiello (San Isidro, 19 aprile 2000) è un'ex nuotatrice argentina.

## Biografia
Si è messa in mostra ai Giochi olimpici giovanili di Buenos Aires 2018, in cui ha vinto l'argento nei 400 e 800 m stile libero.
Ai Giochi panamericani di Lima 2019 ha guadagnato tre medaglie d'oro, sulle distanze dei 400, 800 e 1500 m stile libero.
Ha rappresentato la Argentina ai Giochi olimpici estivi di Tokyo 2020, classificandosi 27ª negli 800 m stile libero e 29ª nei 1500 m.

## Palmarès
- Giochi panamericani

Lima 2019: oro nei 400m sl, negli 800m sl e nei 1500m sl.
- Giochi olimpici giovanili

Buenos Aires 2018: argento nei 400m sl e negli 800m sl.
- Mondiali giovanili

Indianapolis 2017: oro negli 800m sl e nei 1500m sl e argento nei 400m sl.